# Penthimia floridana
Penthimia floridana är en insektsart som beskrevs av Lawson 1933. Penthimia floridana ingår i släktet Penthimia och familjen dvärgstritar. Inga underarter finns listade i Catalogue of Life.